# HD 217107 c
HD 217107 c는 물고기자리 방향으로 지구로부터 약 64.3광년 떨어진 곳에 있는 외계 행성이다. 이 행성은 HD 217107 b 다음으로 발견된, HD 217107를 도는 행성이다. 그 존재는 1998년 제프리 마시 연구진이 처음으로 밝혔지만, 학계에 공식적으로 존재가 인증된 것은 훨씬 뒤인 2005년 6월이었다. c는 목성과 비슷한 가스 행성일 것으로 추측되지만, 정확한 질량과 궤도요소 등은 아직 밝혀지지 않았다.

## 발견 역사
1998년 HD 217107의 시선 속도를 관측하여, 우리 시선 방향에 대해 7.1일 주기로 값에 변화가 있음을 알아냈는데, 여기서 행성 HD 217107 b의 존재를 예측하게 되었다. b는 어머니 항성에 매우 가까이 붙어 돌고 있었는데, 기존의 뜨거운 목성들과는 달리 궤도 이심률이 컸다. 10일 이내 공전주기를 보이는 다른 외계 행성들은 거의 원에 가까운 궤도를 도는데 반하여 b는 그렇지 않았는데, 천문학자들은 b의 궤도에 중력적으로 영향을 주는 다른 행성이 항성으로부터 수 천문단위 떨어진 곳에 존재할 것이라고 추측했다. 두 번째 행성의 존재는 2005년에 공식적으로 인정되었으며, 이름은 관례에 따라 b의 다음 호칭인 c를 받았다.
항성의 시선 속도에 나타난 불규칙함으로부터 c의 공전 주기는 8년 정도임을 알아냈고, 최소 질량은 적어도 목성의 2.5배로 나왔다. 궤도이심률은 매우 크며 공전궤도 평균 거리는 4 천문단위 정도이다. c가 항성으로부터 떨어진 거리 및 공전 주기가 크기 때문에 c의 자세한 물리적 수치들은 아직까지 정확히 밝혀져 있지 않은 상태이다.

## 같이 보기
- 큰곰자리 47 b
- HD 217107 b